# Xenostegia
Xenostegia är ett släkte av vindeväxter. Xenostegia ingår i familjen vindeväxter.
Kladogram enligt Catalogue of Life:
| Xenostegia | \| \| Xenostegia medium \| \| \| \| \| \| Xenostegia tridentata \| \| \| \| |
|            | \| \| Xenostegia medium \| \| \| \| \| \| Xenostegia tridentata \| \| \| \| |
|            | Xenostegia medium                                                           |
|            |                                                                             |
|            | Xenostegia tridentata                                                       |
|            |                                                                             |

## Bildgalleri

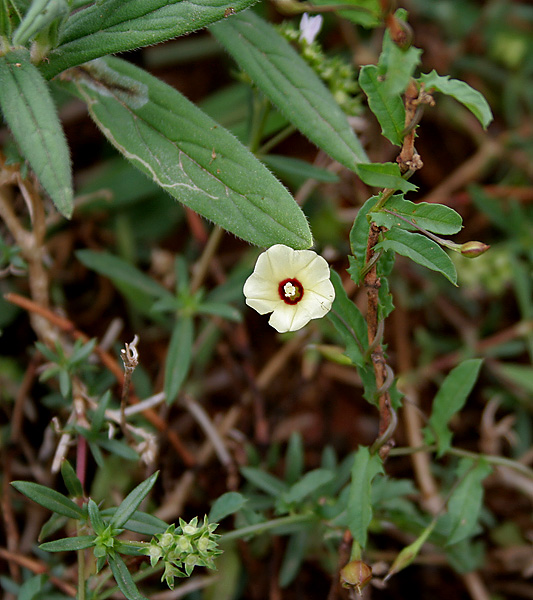
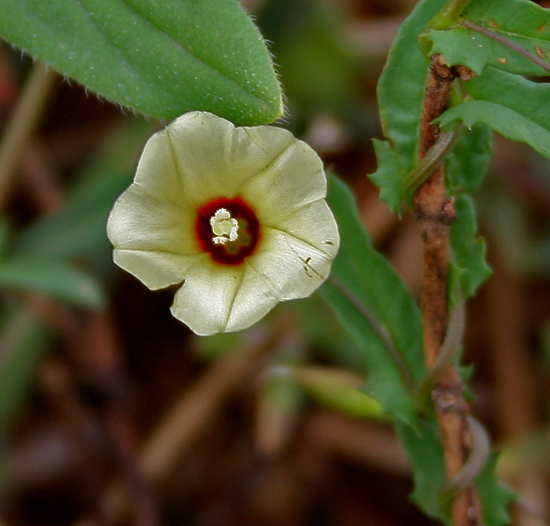
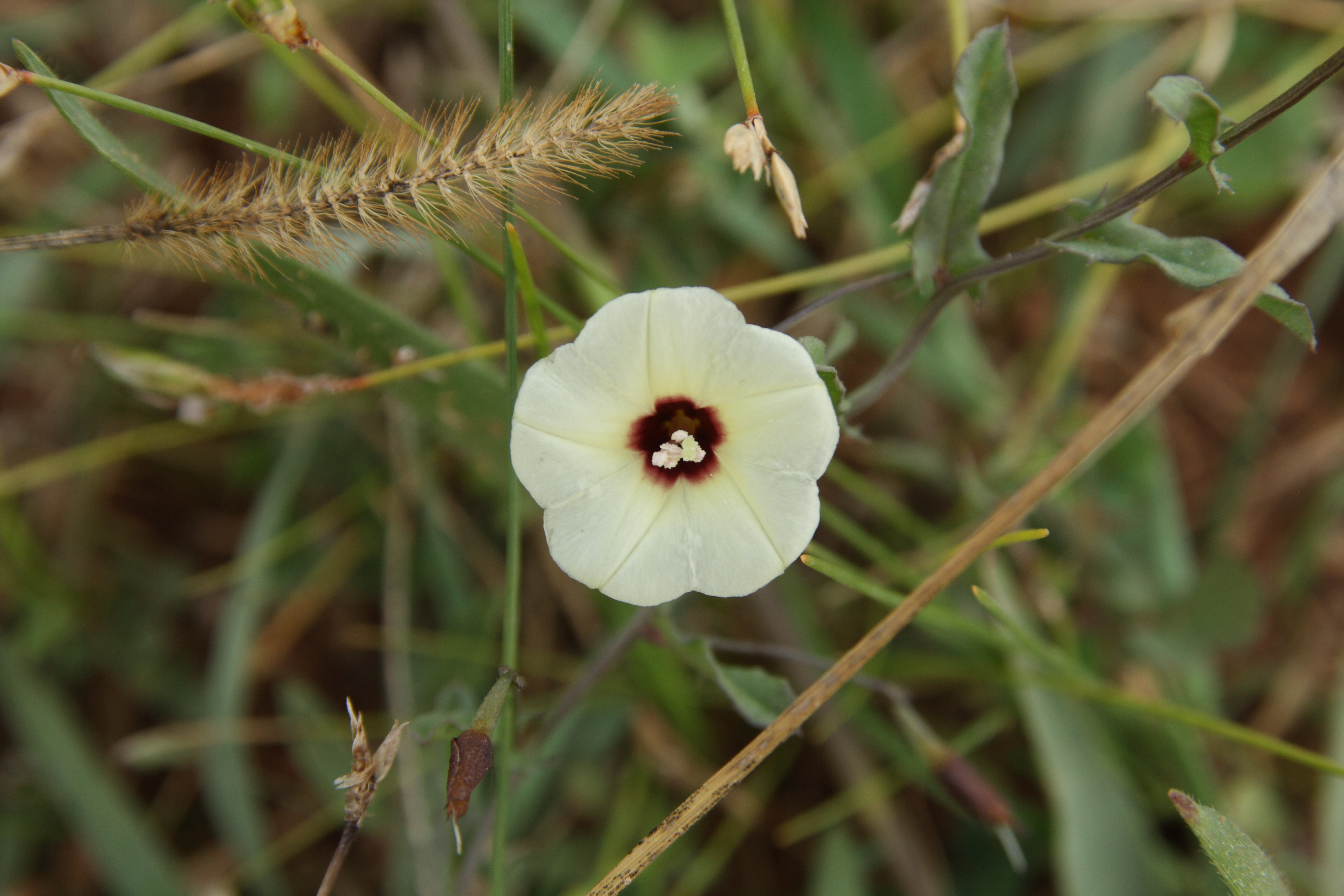
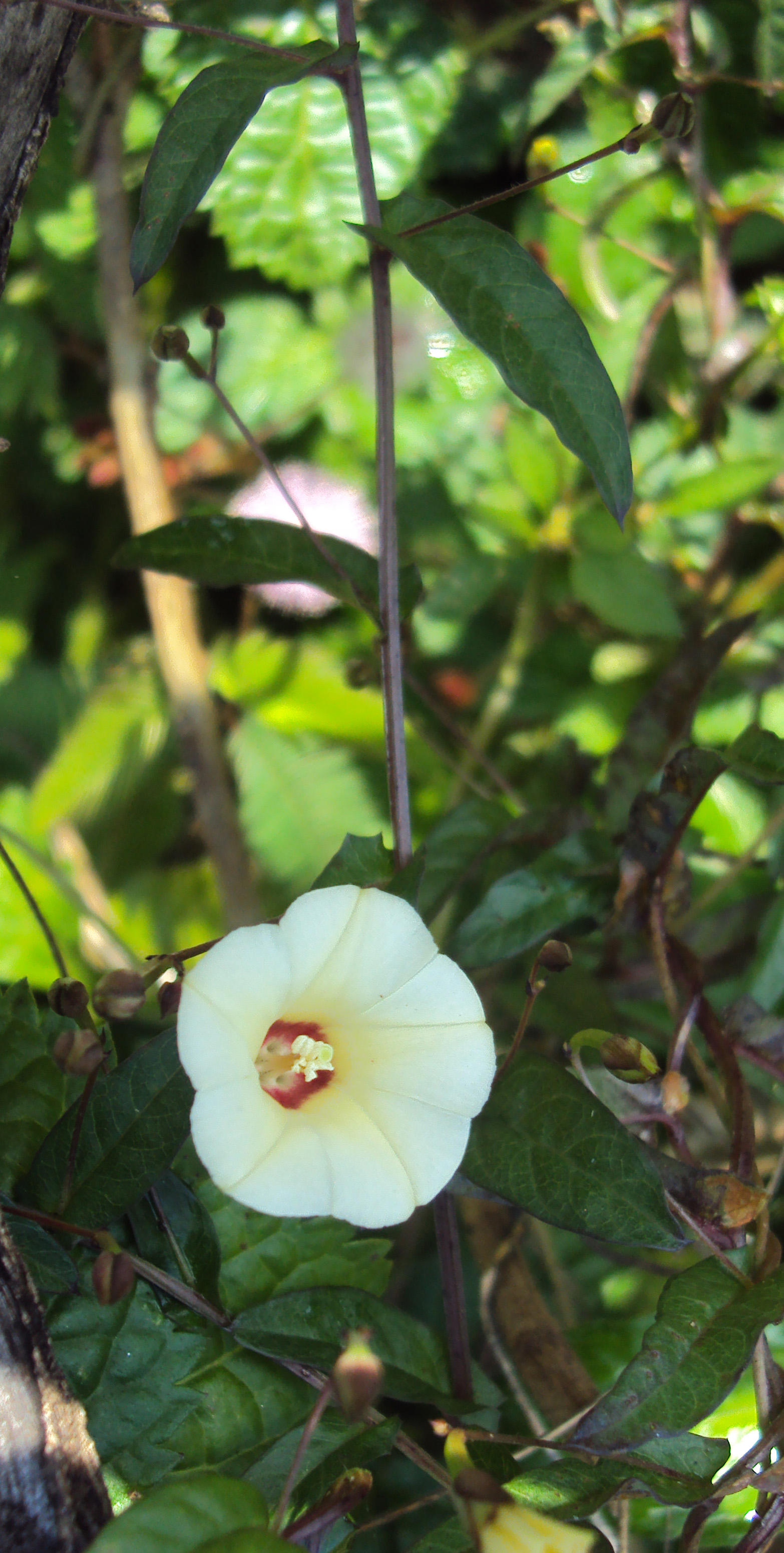
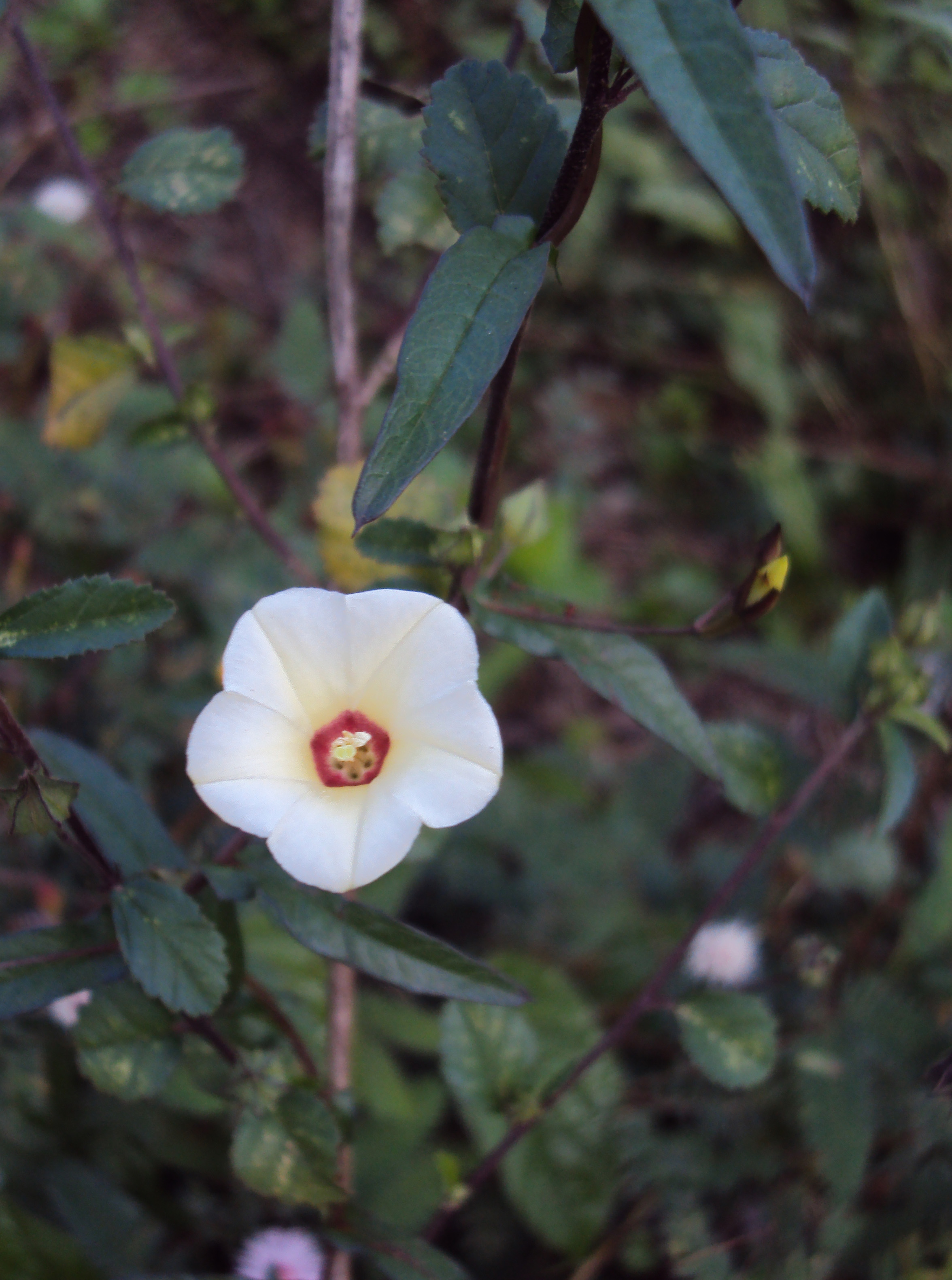
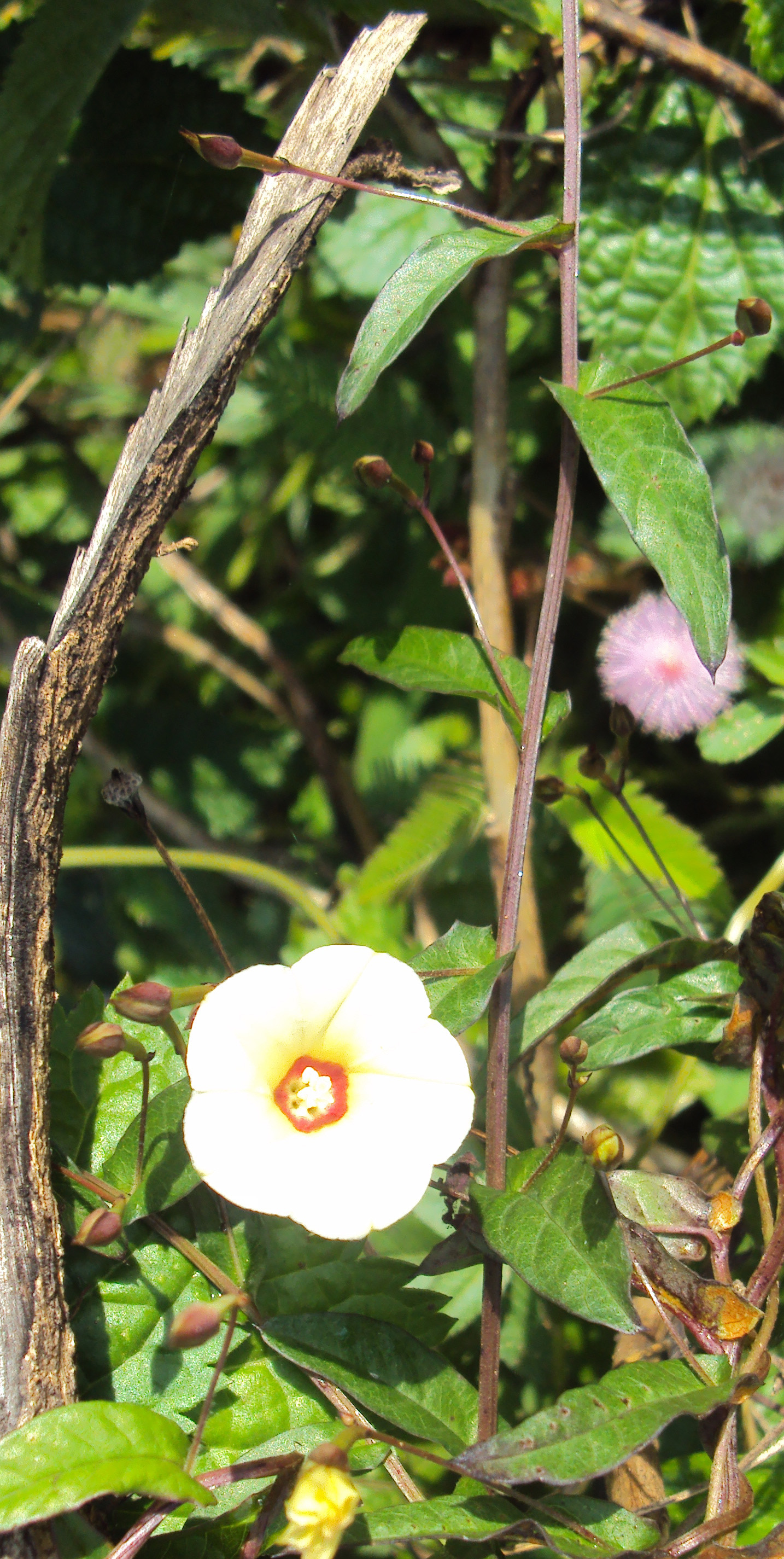